# Molnár József (festő, 1821–1899)

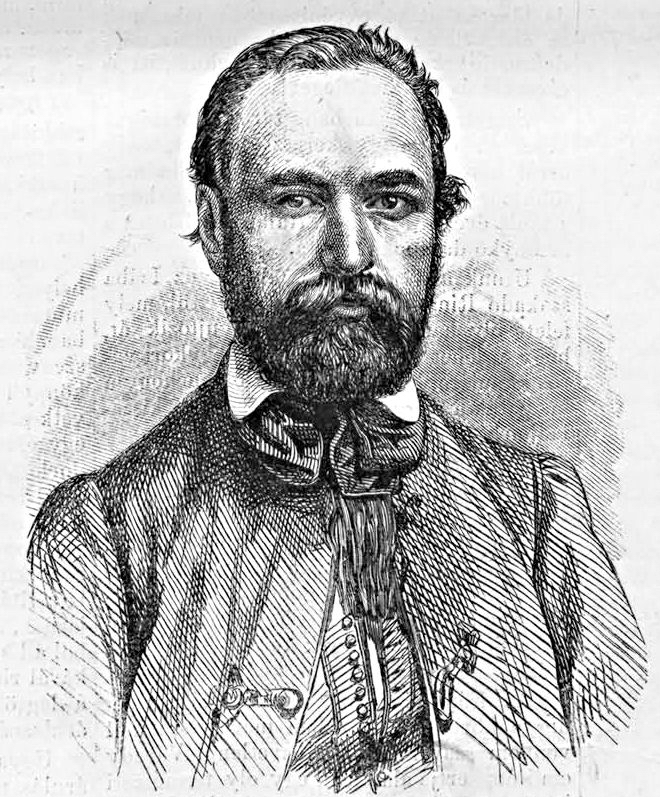
Molnár József arcképe (Vasárnapi Ujság, 1864)

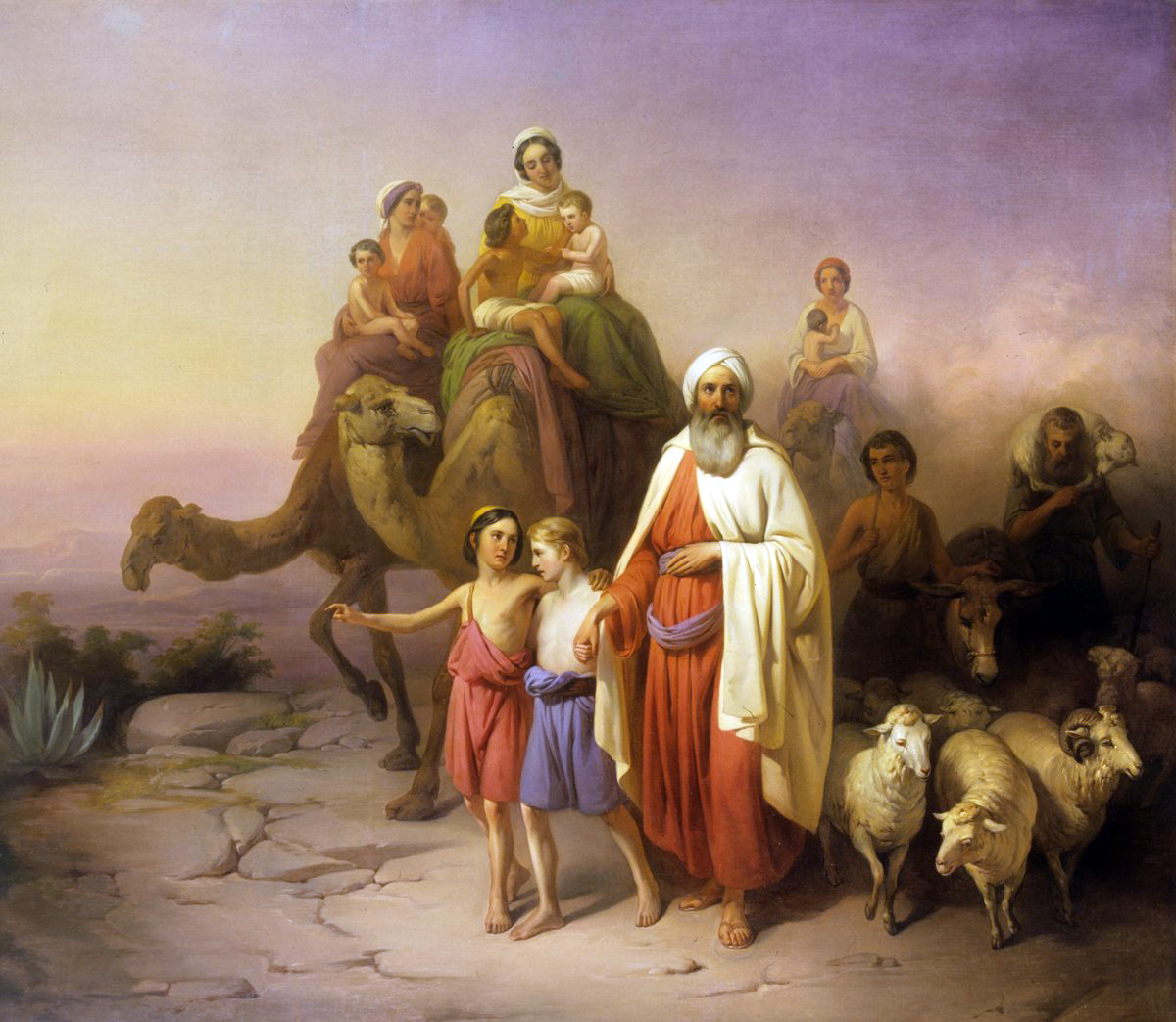
Ábrahám kiköltözése (1850)

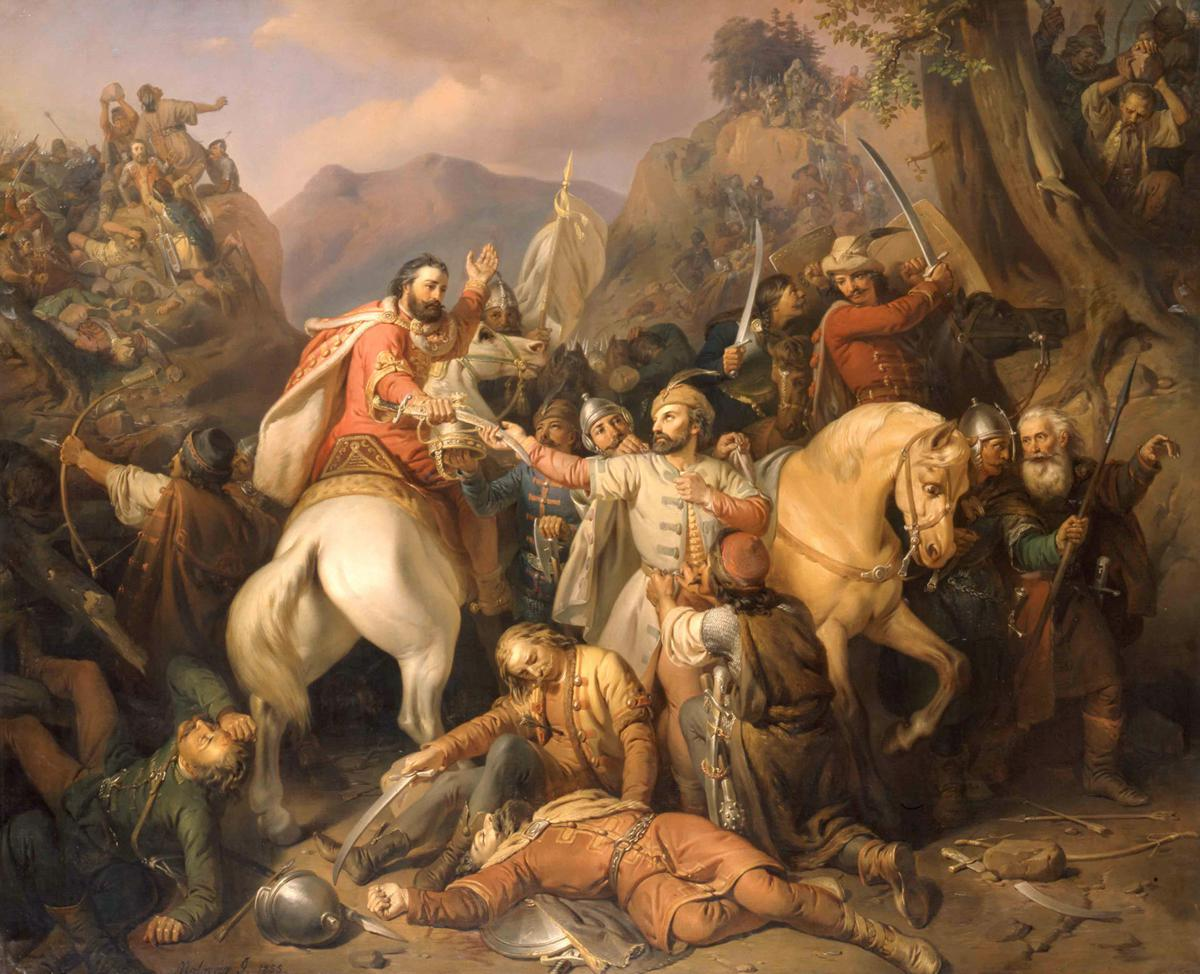
Dezső vitéz önfeláldozása Károly Róbertért,
Magyar Nemzeti Galéria (1855)

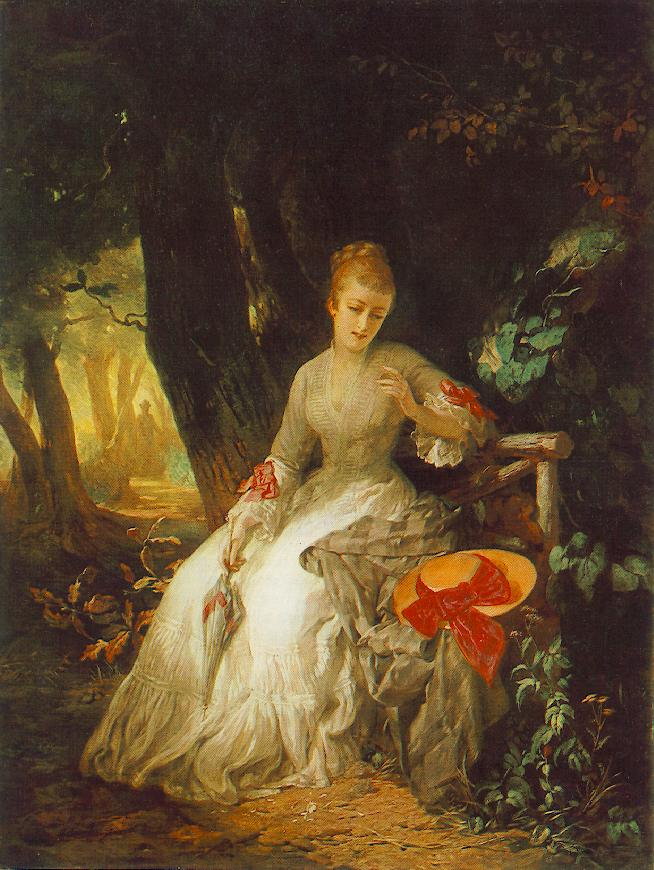
Légyott (1879)

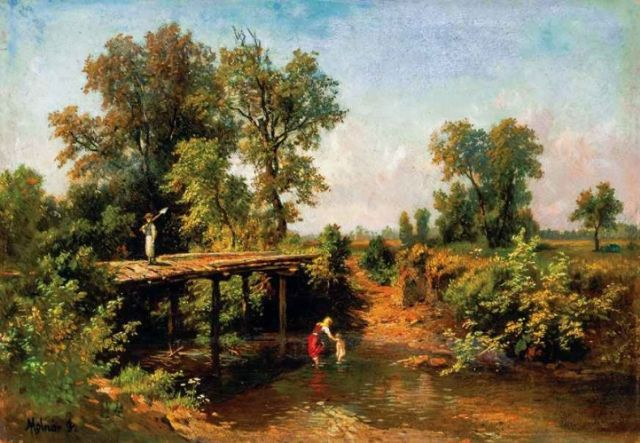
Napsütéses patakpart

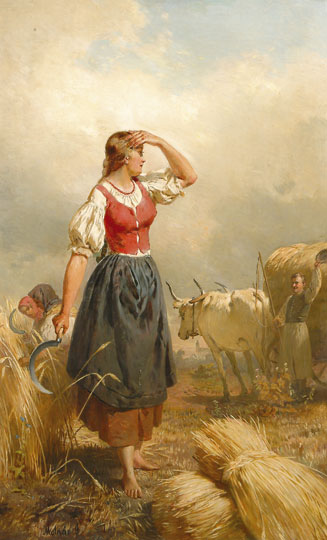
Kévekötő

Molnár József (Zsámbok, 1821. március 21. – Budapest, 1899. február 6.) magyar festő, grafikus.

## Életpályája
Hivatalnok apja lelkésznek szánta. A gimnázium első négy osztályát 1832 és 1836 között, valamint a rhetorica első félévét (1837 elejéig) között a pesti piarista gimnáziumban végezte, majd Landau Lénárd pesti rajziskolájában folytatott előtanulmányok után, 1837-ben beiratkozott a bécsi képzőművészeti akadémiára. Anyagi okokból fél év után kénytelen volt visszatérni Magyarországra. Ezután Pesten, majd rövid ideig Kolozsvár környékén arcképfestésből élt. 1844-re sikerült annyi pénzt megtakarítania, hogy Velencébe utazhatott, ahol Ürményi Ferenc anyagi támogatásával a képzőművészeti akadémia hallgatója lett. 1845-ben Rómában, Nápolyban és Pisában tett hosszabb tanulmányutat, majd 1847-ben Münchenbe ment, ahol rövid ideig a képzőművészeti akadémiát is látogatta. A bajor fővárosban ismerkedett meg a kor tipikus magyar tájképfestőivel Ligeti Antallal, Brodszky Sándorral és Libay Károllyal. Brodszky Sándorhoz ettől kezdve haláláig erős barátság fűzte. Közel két évig tájképeket festve együtt járták a bajor, svájci és tiroli hegyeket, 1848-ra azonban ismét anyagi nehézségekkel kellett szembenéznie, ezért Stuttgartba utazott, ahol arcképfestésből tartotta fenn magát. Számos megrendelést kapott – egy festményét a I. Vilmos württembergi király vette meg –, így anyagi helyzete hamarosan rendeződött. Brüsszeli és Párizsi tanulmányút után rövid időre visszatért Münchenbe, majd 1853-ban Pesten telepedett le. 1857-ben Nemzeti Album címmel kiadta táj- és életképeinek gyűjteményét. 1858-ban felhívást tett közzé egy Magyar birtokosok és gazdák című műre, amely litográfiákat tartalmazott volna, de terve nem valósult meg. 1862-ben Brodszky Sándorral közösen fényképész műtermet nyitott Győrben, ez azonban nem váltotta be a hozzá fűzött reményeket és csak 1864-ig működött. Ettől kezdve kisebb tanulmányutaktól eltekintve haláláig a fővárosban élt.

## Művészi pályája
Művészete az érzelmesen lágy festéstől haladt a romantikus témaválasztás és előadásmód felé. Számos munkájában a biedermeier romantikus elemekkel keveredik. Pályája elején, hogy megélhetését biztosítani tudja, szinte bármilyen festői megbízatást elvállalt, arcképeket, életképeket, tájképeket és szentképeket is festett. 1840-ben, a Műegylet első kiállításán egy népies témájú életképpel, a Drótos tót című festményével szerepelt. Hazatérése után történelmi témaválasztású képeivel a magyar művészet nemzeti törekvései mellé állt. 1855-ben készült Dezső vitéz feláldozza magát Róbert Károlyért című képe, amely meghozta számára az elismerést és nevét országosan ismertté tette. A hatásában mozgalmas, romantikus pátoszt sugárzó, de hangsúlytalan megvilágítású és kemény rajzosságú képen a biedermeier és az akadémizmus felfogása keveredik. A festmény jelentős állomása a magyar történelmi festészet kialakulásának, de témaválasztásában sem szerencsés, mert bár hazafiúi önfeláldozásra tanít, az abszolutizmus idején, mikor a nemzet szembefordult az uralkodóval, nem szerencsés az uralkodójáért meghalni kész Dezső vitéz példaképül állítása. Az 1850-es években még több történelmi képet festett. A Műegylet 1859. évi, történelmi festményre kiírt pályázatán IV. Bélát megmentik a Frangepánok a tatárok elől című képével vett részt. Valamennyi hasonló témaválasztású képéből hiányzik az igazi művészi erő, inkább a dicsérendő szándék és a tetszetős kivitel hozott számára elismerést. Ebben az időszakban készült a lélektani ábrázolás szempontjából legérdekesebb műve, a Théodore Géricault hatását magán viselő Hajótöröttek.  A királyi család tulajdonába került Budavár visszavétele című kompozíciója után már csak táj- és életképeket festett. Korábbi munkáival szemben életképeinek témáját ekkor már inkább a polgárság életéből merítette. E korszakában tájképein teljesen szakított a biedermeier naturalizmussal és arra törekedett, hogy a színekkel, illetve a megvilágítással a képet hangulatossá és egységessé tegye. A fény- és színhatások iránti fogékonysága egyes festményeit a plein air előfutárai közé sorolja. Számos tájképet festett a Magas-Tátrában, ezek alapján a magyarországi művészettörténet a Mészöly Géza előtti tájképfestészet jelentős képviselőjeként tartja számon.
Részt vett a főváros művészeti életében, képeivel rendszeresen szerepelt a Műcsarnok kiállításain. Életéről és műveiről Turcsányi Erzsébet művészettörténész írt monográfiát Molnár József 1821–1899 címmel (Budapest, 1938).

### Főbb művei
- Drótostót (1840)
- Ábrahám kiköltözése (1850)
- Meglepett rabló (1850)
- Pihenő arabok (1852)
- Dezső vitéz feláldozza magát Róbert Károlyért (1855)
- Mátyás király a csillagásznál (1856)
- Pihenő rablók (1856)
- Árpád-házi Szent Margit halála (1857)
- Budavár visszavétele a töröktől (1858)
- Szüret (1858)
- Itató a pusztában (1859)
- Kemény Simon halála (1859)
- IV. Bélát megmentik a Frangepánok a tatárok elől (1859)
- Utazó karaván (1860)
- Fürdő nő (papír, ceruza, tus 123 mm x 87 mm, 1865, MNG)
- Halastó a lengyel Tátrában a menguszfalvi csúcsokkal (1870 körül)
- Kárpáti táj (1874)
- Légyott (1879)
- Margit és Faust (1896)
- Krisztus keresztről való levétele (1896)
- oltárképek
  - Szent Erzsébet (Kecskemét, ferencesek temploma)
  - Szent László (Buda, Széchenyi-hegy kápolnája)
  - Szent Márton (Kürth)
  - Szent Márton (Udvard)
  - Szent Rókus (Szabadka)
  - Mária mennybemenetele (Vaál)